# Barrage Hells Canyon
Le barrage Hells Canyon est un barrage sur la rivière Snake à la frontière entre l'Oregon et l'Idaho.
Sa hauteur est de 101 m, et sa puissance hydroélectrique est de 391 MW.
Il a été construit en 1967. C'est le troisième barrage hydroélectrique du Hells Canyon project, qui comprend le barrage Brownlee (1959) et le barrage Oxbow (1961).
Il ne comporte pas de passage pour les poissons, bien que cela ait été prévu initialement.